# Rochus Schmidt

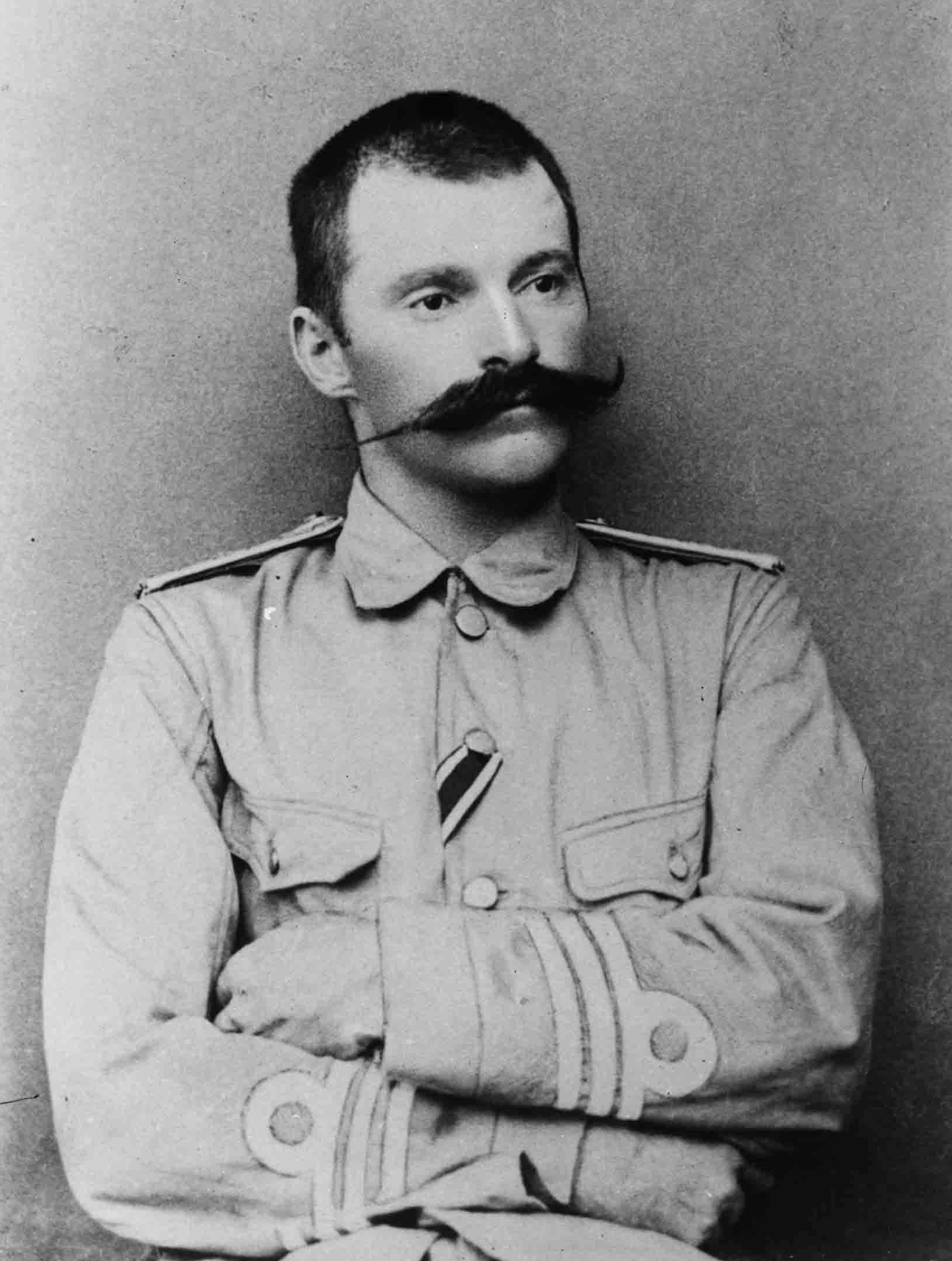
Rochus Schmidt

August Rochus Schmidt (* 10. Juli 1860 in Grasegrund, Kreis Bunzlau; † 7. August 1938 in Berlin) war ein preußischer Offizier und Kolonialpionier in Deutsch-Ostafrika.

## Leben
Rochus Schmidt stammte mütterlicherseits aus einer alten Offiziersfamilie. Bis 1869 wuchs er im Elternhaus auf, bevor er in ein Waisenhaus nach Bunzlau kam. Von 1875 bis 1880 besuchte Schmidt das dortige Gymnasium und legt das Abitur ab. Schmidt trat 1880 als Avantageur in die Preußische Armee ein und wurde 1882 Sekondeleutnant im Feldartillerie-Regiment Nr. 5. 1885 trat er in den Dienst der Deutsch-Ostafrikanischen Gesellschaft. Eine von Schmidt durchgeführte Expedition leitete die Kolonisation der Landschaft Usaramo im Hinterland von Daressalam ein. Am 28. Oktober 1885 wurde er bei Kämpfen in der Region Usagara schwer verwundet. Nach seiner Genesung war Schmidt für die Deutsche Witu-Gesellschaft tätig und gründete mehrere Kolonialstationen im Sultanat Witu.

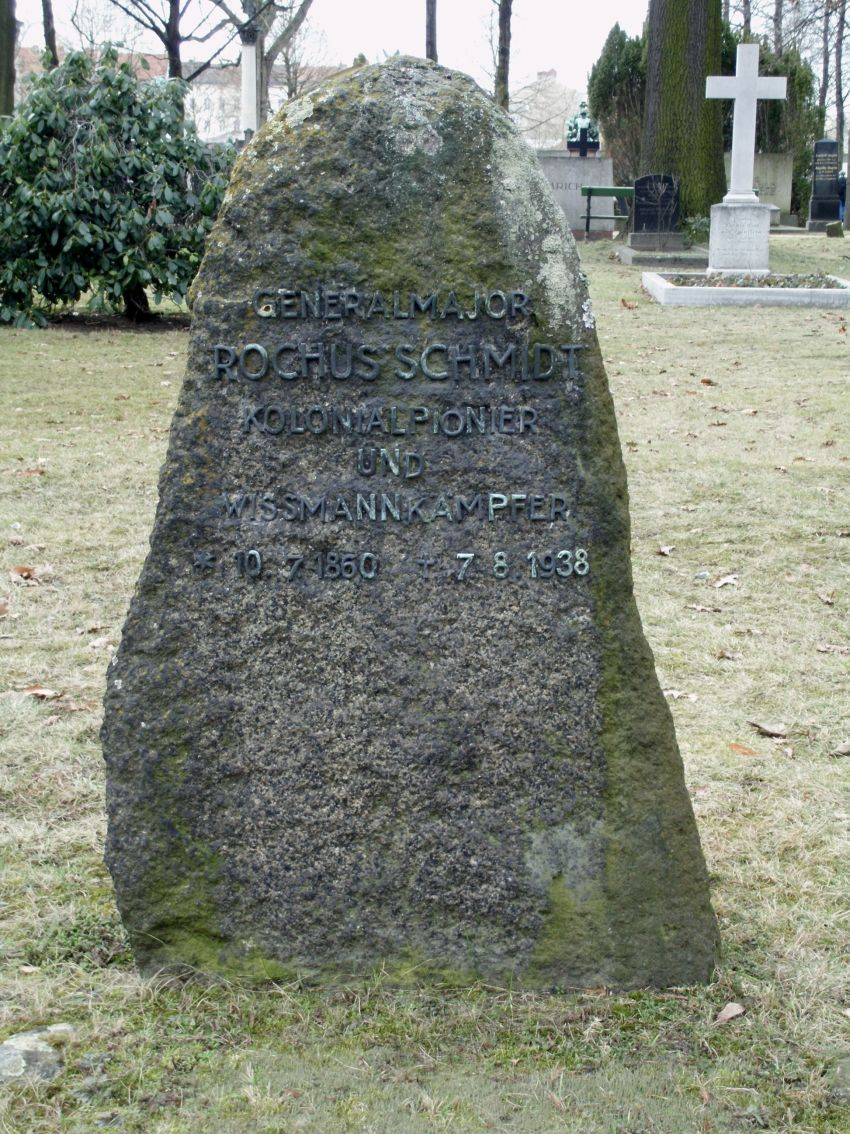
Grab von Rochus Schmidt auf dem Invalidenfriedhof Berlin (Zustand 2013)

Im November 1887 wurde Schmidt wieder als Leutnant in der Preußischen Armee angestellt. 1888 kehrte er als Angehöriger der sogenannten Wissmann-Truppe zurück nach Deutsch-Ostafrika und beteiligte sich an der Niederschlagung des Araber- oder Küstenaufstandes. Er gründete Stützpunkte bei Daressalam, Mpapua, Saadani und Lindi. Auf mehreren Expeditionen wurde Schmidt nochmals verwundet. Ein besonderes Unternehmen war das Geleit für Emin Pascha und Henry Morton Stanley zur ostafrikanischen Küste.
Nach Schaffung der Schutztruppe wurde Schmidt Kompanieführer und nach dem Tod Emil von Zelewskis Oberführer der Schutztruppe für Deutsch-Ostafrika. 1891 war er Bezirkshauptmann von Bagamojo und militärischer Beirat des Gouverneurs, Julius von Soden. Aufgrund von Invalidität und Meinungsverschiedenheiten zwischen Schmidt und von Soden trat Schmidt 1892 aus der Schutztruppe aus. Eine in Aussicht gestellte Position als Nachfolger Karl von Gravenreuths in Kamerun konnte Schmidt aus gesundheitlichen Gründen nicht antreten. Er setzte stattdessen seine militärische Laufbahn in Deutschland fort. 1896 wurde er Hauptmann, 1905 Major, 1914 Oberst und später Generalmajor.
Während des Ersten Weltkriegs übernahm Schmidt eine Expedition nach Syrien und Palästina. Das Ziel der Reise, einen Angriff auf Britisch-Ostafrika sowie eine Verbindung nach Deutsch-Ostafrika vorzubereiten, konnte jedoch nicht erreicht werden. Außerdem war er Befehlshaber in der Feldgendarmerie an der Ostfront. Er lebte nach dem Ersten Weltkrieg in Berlin und zeitweise in Bad Lauterberg im Harz.
Rochus Schmidt wurde auf dem Invalidenfriedhof Berlin beigesetzt. Sein Grabstein wurde nach 1989 wiederhergestellt.
Schmidt war Autor zahlreicher kolonialpatriotischer bzw. -revisionistischer Texte.

## Schriften (Auswahl)
- Geschichte des Araberaufstandes in Ost-Afrika. Seine Entstehung, seine Niederwerfung und seine Folgen. Trowitzsch & Sohn, Frankfurt an der Oder 1892, (Digitalisat)
- Deutschlands koloniale Helden und Pioniere der Kultur im schwarzen Kontinent. 2 Bände, Limbach, Braunschweig 1896
  - Band 1,
  - Band 2, (Digitalisat)
- Deutschlands Kolonien. Ihre Gestaltung, Entwickelung und Hilfsquellen. Verlag des Vereins der Bücherfreunde, Schall & Grund, Berlin 1895
  - Band 1, (Digitalisat)
  - Band 2, (Digitalisat)
- Hermann von Wissmann. Verlagsbuchhandlung, Berlin 1906. (Mitautor)
- Aus kolonialer Frühzeit. Safari-Verlag, Berlin 1922.
- Hermann von Wissmann und Deutschlands koloniales Wirken. Klemm, Berlin-Grunewald 1925.